# Spring Parade
Spring Parade ist ein US-amerikanischer Spielfilm aus dem Jahr 1940 mit Deanna Durbin in der Hauptrolle. Die Regie führte Henry Koster. Der Komponist Robert Stolz komponierte den Walzer Waltzing in the Clouds ursprünglich für den deutschen Film Frühlingsparade aus dem Jahr 1934, auf dem Spring Parade basiert. 

## Handlung
Ilonka Tolnay ist praktisch veranlagt. Als ihr eine Wahrsagerin prophezeit, sie würde im nahegelegenen Wien die Liebe ihres Lebens finden, hält sie das für Humbug. Doch keine 24 Stunden später ist sie durch einen Zufall bereits auf dem Weg in die Metropole. Kaum dort angekommen, freundet sie sich mit dem Konditor Ladislaus Tescheck an, der die hübsche junge Frau als Aushilfe in seiner Bäckerei einstellt. Durch ein Missverständnis lernt Ilonka den Trommler Harry Marten kennen, der eigentlich eine ganz andere junge Dame im Sinn hatte. Die beiden jungen Leute lernen sich in einem Heurigenlokal besser kennen und verlieben sich schließlich ineinander. Am Ende darf Ilonka vor Kaiser Franz Josef eine Komposition von Harry singen. Nachdem ihnen auch der Kaiser seinen Segen gegeben hat, werden beide sehr glücklich miteinander. 

## Hintergrund
Seit ihrem Erfolg in Three Smart Girls 1936 war Deanna Durbin zum größten Star der Universal Pictures aufgestiegen. Ihre Filme waren finanziell alle sehr erfolgreich und dem Studio war es gelungen, Durbin auf der Leinwand erfolgreich den Sprung vom Teenager in das Fach der jungen Erwachsenen zu ermöglichen, ohne dass ihre phänomenale Popularität auf beiden Seiten des Atlantiks unter dem Wechsel gelitten hätte.

## Auszeichnungen
Bei der Oscarverleihung 1941 erhielt der Film Nominierungen in den Kategorien: 
- Beste Kamera (Schwarz-Weiß) – Joseph A. Valentine
- Beste Filmmusik – Charles Previn
- Bester Ton – Bernard B. Brown
- Bester Song – Waltzing in the Clouds – Robert Stolz